# Jean Emmanuel Ouédraogo
Jean-Emmanuel Ouédraogo (n.  ?) este un jurnalist, prezentator și om de stat din Burkina Faso. Este prim-ministru al Burkina Faso din 7 decembrie 2024.
Jurnalist de profesie, își desfășoară cariera în cadrul Radiodifuziunii și Televiziunii din Burkina (RTB), unde devine cunoscut prezentând jurnalul de la ora 20:00 și emisiunea „Sur la brèche”. Urcă treptat în ierarhie și devine redactor-șef al RTB (2016–2021), apoi director al RTB Télé (2021–2022).
Apropiat de militarul Ibrahim Traoré, joacă un rol crucial în timpul loviturii de stat din septembrie 2022, permițând puciștilor să preia undele RTB și să își anunțe în direct preluarea puterii la televiziunea națională.
Ulterior, este numit ministru al Comunicării, Culturii, Artelor și Turismului, precum și purtător de cuvânt al guvernului condus de Apollinaire de Tambèla. Activitatea sa în acest guvern este marcată de o reformă controversată a Consiliului Superior al Comunicării la sfârșitul anului 2023, precum și de o degradare generală a libertății presei în Burkina Faso, prin suspendarea mai multor instituții media naționale și internaționale considerate prea critice față de regim.

## Biografie

### Tinerețe și studii
Numele său complet este Rimtalba Jean-Emmanuel Ouédraogo („Rimtalba” însemnând în limba mòoré „să-l ocrotească regele”). S-a născut în decembrie 1980 la Tenkodogo (regiunea Centru-Est) și este primul dintre cei șase copii ai familiei. După nașterea sa, tatăl său, polițist, este repartizat rapid la Koupéla; astfel, Jean-Emmanuel Ouédraogo își petrece copilăria și își urmează studiile în acest oraș.
Catolic practicant, se alătură organizației Tineretul Studențesc Catolic, devenind un membru activ al acestei mișcări religioase. Pleacă apoi la studii universitare la Universitatea din Ouagadougou, unde obține o licență în sociologie (rurală și a dezvoltării), înainte de a-și întrerupe studiile pentru a lucra. Câțiva ani mai târziu, reușește la concursul de admitere la Institutul de Științe și Tehnici ale Informației și Comunicării (ISTIC) și își obține diploma în 2007, fiind șef de promoție.
Reluându-și studiile, obține în 2022 un master în mediere și managementul conflictelor la Universitatea Joseph-Ki-Zerbo.

### Carieră în mass-media
Jean-Emmanuel Ouédraogo își începe cariera în 2007 în cadrul Radiodifuziunii și Televiziunii din Burkina (RTB), unde i se remarcă etica profesională și unde își construiește o reputație de „funcționar model”, păstrându-se departe de mobilizările sociale ale colegilor săi jurnaliști.
Pe parcursul carierei sale, prezintă mai multe emisiuni, printre care „Techno Inno” și „Priorité environnement”. Devine cunoscut în mod special pentru importanța pe care o acordă problemelor de mediu în emisiunile și reportajele sale.
Totuși, este cunoscut mai ales ca prezentator al jurnalului de la ora 20:00 și al emisiunii „Sur la brèche”, în care abordează subiecte de actualitate alături de diverse personalități, ceea ce îi aduce notorietatea în fața marelui public.
Urcând treptat în ierarhie, devine în 2016 redactor-șef al RTB (până în 2021), iar apoi director al RTB Télé între 2021 și 2022.

### Carieră politică

#### Ministru al Comunicării (2022-2024)
Reputat apropiat al militarului Ibrahim Traoré, Jean-Emmanuel Ouédraogo își folosește poziția de director al RTB Télé pentru a-i permite acestuia, în timpul loviturii de stat din septembrie 2022, să anunțe în direct pe televiziunea națională preluarea puterii, jucând astfel un rol crucial în succesul puciului.
Ulterior, este numit ministru al Comunicării, Culturii, Artelor și Turismului pe 25 octombrie 2022, precum și purtător de cuvânt al guvernului de tranziție condus de Apollinaire de Tambèla. Această numire este analizată de mai multe media ca o recompensă pentru rolul său jucat în lovitura de stat, deși el se apără, considerând că nu a făcut „decât să își facă munca”.
În această funcție, transformă peisajul mediatic burkinabez, punându-l în slujba propagandei noului regim. Radiodifuziunea și Televiziunea din Burkina și Agenția de Informații a Burkina Faso devin astfel canale oficiale de comunicare ale guvernului.
La sfârșitul anului 2023, Jean-Emmanuel Ouédraogo implementează o reformă controversată a autorității de reglementare a mass-media, Consiliul Superior al Comunicării (CSC). Această reformă permite acum președintelui statului să numească președintele CSC și acordă Consiliului dreptul de a monitoriza publicațiile internauților cu mai mult de 5.000 de abonați. Reforma este condamnată de Reporteri fără frontiere, care consideră că „totul este acum la îndemâna executivului pentru a sancționa jurnaliștii, mass-media, dar și influencerii, după bunul său plac”.
Se observă o degradare generală a libertății presei și a condițiilor de muncă ale jurnaliștilor sub conducerea ministrului, cu o multiplicare a amenințărilor și răpirilor jurnaliștilor critici ai puterii. Jean-Emmanuel Ouédraogo ordonă în mod special suspendarea mai multor mass-media naționale, printre care Radio Omega, cea mai ascultată stație de radio din țară. De asemenea, sunt suspendate și mass-media internaționale pentru tratamentele considerate prea critice la adresa regimului, inclusiv Vocea Americii, RFI, France 24, TV5 Monde, Jeune Afrique sau Le Monde. În 2024, Burkina Faso ajunge astfel pe locul 86 în clasamentul mondial al libertății presei realizat de Reporteri fără frontiere, ceea ce reprezintă o cădere de 48 de locuri față de 2020. Ministrul justifică aceste încălcări ale libertății presei printr-un context de securitate precar: „Țara se află într-o situație de război. Există o linie roșie și nu vom accepta să fie încălcată în numele unei libertăți de orice fel”.
În calitate de ministru al Culturii și Artelor, susține organizarea mai multor evenimente culturale care au un succes considerabil, precum Salonul Internațional al Meșteșugurilor din Ouagadougou (SIAO), Fespaco sau Săptămâna Națională a Culturii.
În final, funcția sa de purtător de cuvânt al guvernului, prin intermediul căreia critică Franța sau ECOWAS, îi permite, de asemenea, să devină cunoscut în rândul opiniei publice burkinabe și să câștige încrederea militarilor și a președintelui Ibrahim Traoré. Astfel, devine principala figură civilă a guvernului dintre membrii săi.
În cadrul remanierii guvernamentale din 17 decembrie 2023, este promovat la rangul de ministru de stat.

### Prim-ministru
După dizolvarea guvernului Tambèla pe 6 decembrie 2024, Jean-Emmanuel Ouédraogo este numit prim-ministru al Burkina Faso pe 7 decembrie de către Ibrahim Traoré. Această numire stârnește surpriză printre comentatorii politici. El anunță a doua zi compunerea guvernului său.
Pe 27 decembrie, susține discursul său de politică generală în fața Adunării Naționale de tranziție, punând accent pe lupta împotriva terorismului și pe necesitatea intensificării dezvoltării Burkina Faso.

## Premii și recunoașteri
- 2023: Ofițer al Ordinului Etalon[17].